# Михайловка (Єрмекеєвський район)
Миха́йловка (рос. Михайловка, башк. Михайловка) — присілок у складі Єрмекеєвського району Башкортостану, Росія. Входить до складу Суккуловської сільської ради.
Населення — 36 осіб (2010; 46 в 2002).
Національний склад:
- чуваші — 100 %